# Le Pont des Arts
Le Pont des Arts je francouzský hraný film z roku 2004, který režíroval Eugène Green podle vlastního scénáře. Snímek měl premiéru na filmovém festivalu Cinessonne dne 6. října 2004.

## Děj
Příběh se odehrává v Paříži v letech 1979 až 1980. Pascal je student filozofie, kterého už nebaví studovat. Sarah je sopranistka, která působí v barokním orchestru vedeném despotickým šéfem.

## Obsazení
| Natacha Régnierová    | Sarah Dacruon           |
| Adrien Michaux        | Pascal                  |
| Alexis Loret          | Manuel                  |
| Jérémie Renier        | Cédric                  |
| Denis Podalydès       | Guigui                  |
| Olivier Gourmet       | Jean-Astolphe Méréville |
| Christelle Prot       | kurdská žena            |
| Camille Carraz        | Christine               |
| Benjamin Lazar        | Michel                  |
| Manuel Weber          | Juju                    |
| Laurent Soffiati      | Olivier Jeanmin         |
| Julia Gros de Gasquet | profesorka surrealismu  |
| Sandrine Willems      | pekařka                 |
| Mary-Claude Arcelin   | matka Sarah             |
| René Arcelin          | otec Sarah              |
| Joséphine Bouvet      | Sandrine                |
| Roberto Capovilla     | první tenor             |
| Pierre Samuel         | druhý tenor             |
| Xavier Clion          | baryton                 |
| Philippe Gaudry       | soused ve výtahu        |
| Eugène Green          | číšník v Glauque        |
| Cécile Roussat        | Michelova přítelkyně    |

## Místa natáčení
Film byl natočen v Paříži, ve filmu jsou zachyceny tyto lokality:
- Pont des Arts (úvodní titulky a závěrečné titulky, sekvence sebevraždy Sarah, sekvence setkání Pascala a Sarah)
- Place de la Sorbonne (sekvence s přítelem Michelem)
- Lucemburská zahrada (sekvence setkání Pascala a Christine)
- kanál Saint-Martin (u Pascala)
- kostel Saint-Gervais-Saint-Protais (sekvence, kde Pascal potkává Michela na ulici)
- Val-de-Grâce
- Place des Vosges (sekvence po představení Nó)
- Théâtre des Mathurins (divadelní představení Nó)